# Himatendipes himachali
Himatendipes himachali är en tvåvingeart som beskrevs av Singh och Jai Kisahn Maheshwari 1987. Himatendipes himachali ingår i släktet Himatendipes och familjen fjädermyggor. Inga underarter finns listade i Catalogue of Life.